# Apollon
Apollon (oldgræsk: Ἀπόλλων, latin: Apollo) er lysets og sangens gud i græsk mytologi. Da digtningen er styret af strenge krav til rytme og metrum, er han også mådeholdets og den lysende forstands gud. Han sættes derfor gerne over Dionysos, der var vildskabens og lidenskabernes gud. Apollon er søn af Zeus og Leto og tvillingebror til Artemis/Diana. Han er musisk og festlig, men også krigerisk og hævngerrig. Apollon er far til Aristaios. Guden forbindes desuden med musik, drømme og beskyttelse af ungdommen.

## Sagn
Apollon blev en af grækernes mægtigste guder. Da Leto var gravid med Apollon, måtte hun flygte fra den jaloux Hera, Zeus' kone. Leto flakkede om for at finde et sted, der turde modtage hende og det ventede barn. Hun fandt et fristed på den omdrivende ø Delos, og her bragte hun Apollon og hans tvillingesøster Artemis til verden.
Apollon kan sende sine dødbringende pile overalt og er også en aggressiv gud. Han vogter over menneskene, så længe de er rene og moralsk ansvarlige.
Hans attributter er buen og lyren; æbletræet er indviet til ham.
Med kvinderne har Apollon ikke det store held, de vil ikke vide af ham. Det går bedre på det krigeriske område: han erobrer Delfi fra Gaia. På Delfi, hvor han og hans søster er født, har Apollon sit orakel, der råder i moralske sager. Han overtog Delfi efter at have gjort det af med den gamle hersker over stedet, Python, og kom i den forbindelse med i klubben af dragedræbende guder.
I Iliaden er han på trojanernes side mod grækerne.
Apollon kom til Foikos, hvor han i en snæver dal ved foden af det tvetoppede bjerg Parnassos nedlagde en frygtelig slange ved navn Pyton eller Delfyne med sine pile. Sikkert er det grunden til, at han er hovedguden i helligdommen ved Delfi.
Apollons hyppigst anvendte attribut Foibos dækker over modsætningerne i hans væsen; det kan betyde »Den blændende, skræmmende« og »Den strålende rene, rensende«. På den ene side er han den sølvbuevæbnede fjerntrammer, hvis pile spreder pest og pludselig død. På den anden side er han den rensende og helbredende guddom, selv et skønhedens lysende ideal, rank og ædel med gyldne lokker. Som ondtafværgeren, der bringer sundhed og trivsel, overstråler han endog Helios som solgud.
Størst anseelse opnåede Apollon som orakelgud i Delfi, hvor hans officielle navn er Loksias. Her forkyndte han fader Zeus’ vilje gennem sin præstinde Pythia, når stater eller enkeltpersoner bad om råd. Oraklet i Delfi var i lange tider Grækenlands højeste religiøse autoritet, som søgte at stifte fred mellem guder og mennesker.
Han var den første græske gud, som romerne overtog under navnet Apollo.